# Ingo Niermann
Ingo Niermann (Bielefeld, Alemania, 1969) es un escritor y artista alemán. Vive entre Berlín y Basilea. Es escritor y editor de la serie de libros Solution. Su primera novela, Der Effekt, se publicó en 2001. Entre sus libros más recientes destacan Solution 247-261: Love (2013), Choose Drill (2011), The Future of Art: A Manual (con Erik Niedling, 2011), Solution 186–195: Dubai Democracy (2010), Solution 1–10: Umbauland (2009), Solution 9: The Great Pyramid (con Jens Thiel, 2008) y The Curious World of Drugs and Their Friends (con Adriano Sack, 2008). Nierman es cofundador del colectivo revolucionario Redesigndeutschland, y ha inventado una tumba para todos, la Gran Pirámide (Great Pyramid). Junto con Rem Koolhaas ha construido una herramienta para votaciones públicas –Votes– en Gwangju (Corea). En colaboración con la Haus der Kulturen der Welt de Berlín, Nierman inició el proyecto internacional de edición digital Fiktion.